# 1a etapa del Tour de França de 2013
La 1a etapa del Tour de França de 2013 es disputà el dissabte 29 de juny de 2013 sobre un recorregut de 213 km entre les viles corses de Porti Vecchju i Bastia.
La victòria fou per l'alemany Marcel Kittel (Argos-Shimano), que s'imposà clarament a l'esprint de Bastia al noruec Alexander Kristoff (Team Katusha) i el jove neerlandès Danny van Poppel (Vacansoleil-DCM). El final de l'etapa quedà marcat per l'autobús de l'equip Orica-GreenEDGE, que s'encallà amb el marcador de l'arribada i a punt va estar d'impedir el final d'etapa, i diverses caigudes en el darrer tram de l'etapa en què es van veure implicats Alberto Contador (Team Saxo-Tinkoff), Peter Sagan (Cannondale), Ryder Hesjedal (Garmin-Sharp) o Tony Martin (Omega Pharma-Quick Step).

## Recorregut

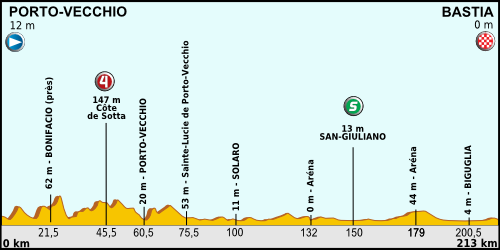
Recorregut de la 1a etapa

Per primera vegada en la història el Tour de França viatja fins a l'illa de Còrsega per disputar-hi alguna etapa. La primera d'aquestes etapes és més aviat plana seguint tota la costa oriental de l'illa. L'etapa comença a Porti Vecchju per dirigir-se en un primer moment cap a Bunifaziu, al sud de l'illa. Des d'allà enfilaran cap al nord, tot passant per la cota de Sotta, de quarta categoria (km 45) i l'esprint intermedi de San-Giuliano (km 150), abans d'arribar a Bastia, en una arribada totalment plana.

## Desenvolupament de l'etapa
El Tour començà de manera imprevista per un dels grans favorits a la victòria final, el britànic Christopher Froome (Team Sky), que va caure en el tram neutralitzat de l'etapa. Una vegada donat el començament oficial de l'etapa, cinc corredors van formar l'escapada del dia: Jérôme Cousin (Team Europcar), Juan José Lobato (Euskaltel–Euskadi), Lars Boom (Belkin Pro Cycling Team), Joan Antoni Flecha (Vacansoleil-DCM) i Cyril Lemoine (Saur-Sojasun). El gran grup, controlat en tot moment per l'Omega Pharma-Quick Step, no va permetre que els escapats obrissin massa diferències, quedant aquestes entre dos i tres minuts durant bona part de l'escapada.
Al km 45 els ciclistes afrontaren la primera i única dificultat muntanyosa del dia, la cota de quarta categoria de Sotta. El primer a passar-hi fou Lobato, aconseguint d'aquesta manera el lideratge de la muntanya en acabar el dia. A partir d'aquest moment la diferència dels escapats anà reduint-se, però els esforços de Cousin per engrescar la resta de companys van fer que s'ampliessin de nou les diferències. Al pas per l'esprint de San-Giuliano, Boom fou el primer i a manca de 37 km per a l'arribada foren neutralitzats pel gran grup.
Va ser poc després quan van arribar notícies procedents de meta referents al fet que un autobús de l'Orica-GreenEDGE havia quedat encallat sota l'arc de meta, interrompent-se el cronometratge electrònic i impedint el pas als ciclistes per l'arribada. Els comissaris de carrera van tractar de treure l'autobús, però no ho van aconseguir en un primer moment, mentre els ciclistes s'anaven acostant a la línia de meta.
Quan els ciclistes van passar per la pancarta de 10 quilòmetres a meta els comissaris van notificar per ràdio als equips que la meta es traslladava a manca de 3 km. Simultàniament va tenir lloc la primera caiguda important del dia, en què es va veure implicat el vencedor del Giro d'Itàlia de 2012, el canadenc Ryder Hesjedal (Garmin-Sharp). Mentrestant, el Lotto-Belisol i el Cannondale ja preparaven l'esprint final, ja que aquest es trobava a tan sols 3 km per la nova arribada, però aleshores van poder treure l'autobús del mig i els comissaris van decidir tornar el final al lloc original. Una nova caiguda, més nombrosa, va afectar nombrosos dels esprintadors que lluitaven per la victòria d'etapa com Sagan, Cavendish i Matthew Goss. André Greipel (Lotto-Belisol) no es veié afectat per la caiguda, però una avaria mecànica va posar fi a les seves possibilitats de victòria. A l'esprint el més ràpid fou Marcel Kittel (Argos-Shimano), aconseguint d'aquesta manera també el lideratge de la cursa, dels punts i dels joves. Els comissaris van decidir no marcar temps amb els ciclistes afectats per les caigudes.
A banda dels esprintadors, altres ciclistes es van veure afectats per les caigudes. Alberto Contador va caure i va patir ferides a l'espatlla esquerra i a la cama dreta i, tot i que va treure transcendència a la caiguda, esperava que no li passés factura en la contrarellotge per equips. Tony Martin (Omega Pharma-Quick Step) o Geraint Thomas foren alguns dels ciclistes que hagueren de visitar l'hospital en acabar l'etapa. Tejay van Garderen, Philippe Gilbert, Gert Steegmans, Janez Brajkovic, Tony Gallopin i Murilo Fischer també van caure.
En acabar l'etapa l'Orica va ser sancionat amb 2.000 francs suïssos per no respectar els terminis de pas dels vehicles auxiliars per l'arribada.

## Esprints
| Primer  | Lars Boom (NED)          | 20 pts |
| Segon   | Joan Antoni Flecha (CAT) | 17 pts |
| Tercer  | Cyril Lemoine (FRA)      | 15 pts |
| Quart   | Jérôme Cousin (FRA)      | 13 pts |
| Cinquè  | Juan José Lobato (ESP)   | 11 pts |
| Sisè    | André Greipel (GER)      | 10 pts |
| Setè    | Mark Cavendish (GBR)     | 9 pts  |
| Vuitè   | Peter Sagan (SVK)        | 8 pts  |
| Novè    | Kris Boeckmans (BEL)     | 7 pts  |
| Desè    | Matthew Goss (AUS)       | 6 pts  |
| Onzè    | Nacer Bouhanni (FRA)     | 5 pts  |
| Dotzè   | Fabio Sabatini (ITA)     | 4 pts  |
| Tretzè  | Gert Steegmans (BEL)     | 3 pts  |
| Catorzè | Sylvain Chavanel (FRA)   | 2 pts  |
| Quinzè  | Jonathan Hivert (FRA)    | 1 pt   |

| Primer  | Marcel Kittel (GER)      | 45 pts |
| Segon   | Alexander Kristoff (NOR) | 35 pts |
| Tercer  | Danny van Poppel (NED)   | 30 pts |
| Quart   | David Millar (GBR)       | 26 pts |
| Cinquè  | Matteo Trentin (ITA)     | 22 pts |
| Sisè    | Samuel Dumoulin (FRA)    | 20 pts |
| Setè    | Gregory Henderson (NZL)  | 18 pts |
| Vuitè   | Jürgen Roelandts (BEL)   | 16 pts |
| Novè    | José Joaquín Rojas (ESP) | 14 pts |
| Desè    | Kris Boeckmans (BEL)     | 12 pts |
| Onzè    | Daryl Impey (RSA)        | 10 pts |
| Dotzè   | Sep Vanmarcke (BEL)      | 8 pts  |
| Tretzè  | Julien Simon (FRA)       | 6 pts  |
| Catorzè | Nicolas Roche (IRL)      | 4 pts  |
| Quinzè  | Simon Gerrans (AUS)      | 2 pt   |

## Cotes
- 1. Cota de Sotta. 147m. 4a categoria (km 45,5) (1,1 km al 5,9%)

| Primer | Juan José Lobato (ESP) | 1 pt |

## Classificació de l'etapa
|    | Ciclista                 | Equip                   | Temps      |
| -- | ------------------------ | ----------------------- | ---------- |
| 1  | Marcel Kittel (GER)      | Argos-Shimano           | 4h 56' 52" |
| 2  | Alexander Kristoff (NOR) | Team Katusha            | m. t.      |
| 3  | Danny van Poppel (NED)   | Vacansoleil-DCM         | m. t.      |
| 4  | David Millar (GBR)       | Garmin-Sharp            | m. t.      |
| 5  | Matteo Trentin (ITA)     | Omega Pharma-Quick Step | m. t.      |
| 6  | Samuel Dumoulin (FRA)    | AG2R La Mondiale        | m. t.      |
| 7  | Greg Henderson (NZL)     | Lotto-Belisol           | m. t.      |
| 8  | Jürgen Roelandts (BEL)   | Lotto-Belisol           | m. t.      |
| 9  | José Joaquín Rojas (ESP) | Movistar Team           | m. t.      |
| 10 | Kris Boeckmans (BEL)     | Vacansoleil-DCM         | m. t.      |

## Classificació general
|    | Ciclista                 | Equip                   | Temps      |
| -- | ------------------------ | ----------------------- | ---------- |
| 1  | Marcel Kittel (GER)      | Argos-Shimano           | 4h 56' 52" |
| 2  | Alexander Kristoff (NOR) | Team Katusha            | m. t.      |
| 3  | Danny van Poppel (NED)   | Vacansoleil-DCM         | m. t.      |
| 4  | David Millar (GBR)       | Garmin-Sharp            | m. t.      |
| 5  | Matteo Trentin (ITA)     | Omega Pharma-Quick Step | m. t.      |
| 6  | Samuel Dumoulin (FRA)    | AG2R La Mondiale        | m. t.      |
| 7  | Greg Henderson (NZL)     | Lotto-Belisol           | m. t.      |
| 8  | Jürgen Roelandts (BEL)   | Lotto-Belisol           | m. t.      |
| 9  | José Joaquín Rojas (ESP) | Movistar Team           | m. t.      |
| 10 | Kris Boeckmans (BEL)     | Vacansoleil-DCM         | m. t.      |

## Classificacions annexes
|    | Ciclista                 | Equip           | Punts  |
| -- | ------------------------ | --------------- | ------ |
| 1r | Marcel Kittel (GER)      | Argos-Shimano   | 45 pts |
| 2n | Alexander Kristoff (NOR) | Team Katusha    | 35 pts |
| 3r | Danny van Poppel (NED)   | Vacansoleil-DCM | 30 pts |

|    | Ciclista               | Equip             | Punts |
| -- | ---------------------- | ----------------- | ----- |
| 1r | Juan José Lobato (ESP) | Euskaltel–Euskadi | 1 pt  |

|    | Ciclista               | Equip                   | Temps      |
| -- | ---------------------- | ----------------------- | ---------- |
| 1r | Marcel Kittel (GER)    | Argos-Shimano           | 4h 56' 52" |
| 2n | Danny van Poppel (NED) | Vacansoleil-DCM         | m. t.      |
| 3r | Matteo Trentin (ITA)   | Omega Pharma-Quick Step | m. t.      |

|    | Equip           | Temps       |
| -- | --------------- | ----------- |
| 1r | Vacansoleil-DCM | 14h 50' 36" |
| 2n | Orica-GreenEDGE | m. t.       |
| 3r | Lotto-Belisol   | m. t.       |

## Abandonaments
No es produí cap abandonament.